# Rosston (Oklahoma)
Rosston é uma cidade  localizada no estado norte-americano de Oklahoma, no Condado de Harper.

## Demografia
Segundo o censo norte-americano de 2000, a sua população era de 66 habitantes.
Em 2006, foi estimada uma população de 63, um decréscimo de 3 (-4.5%).

## Geografia
De acordo com o United States Census Bureau tem uma área de
0,8 km², dos quais 0,8 km² cobertos por terra e 0,0 km² cobertos por água.

## Localidades na vizinhança
O diagrama seguinte representa as localidades num raio de 28 km ao redor de Rosston.